# Кремљологија
Кремљологија је проучавање и анализа политика Совјетског Савеза, док је совјетологија проучавање политика Совјетског Савеза и бивших комунистичких држава уопште. Ова два термина су била синоними све до распада Совјетског Савеза. У популарној култури, термин се понекад користи да означи сваки покушај разумевања тајне организације или процеса, као што су планови за предстојеће производе или догађаје, тумачењем индиректних трагова.
Оснивач кремљологије сматра се Александар Зиновјев. Термин је добио име по Кремљу, седишту бивше совјетске владе. Кремљолог се односи на академске стручњаке, стручњаке за медије и коментаре који су специјализовани за проучавање кремљологије. Термин се понекад широко користи за описивање западних научника који су се специјализовали за руско право. Совјетологе или кремљологе такође треба разликовати од транзитолога, научника који проучавају правне, економске и друштвене транзиције од комунизма до тржишног капитализма.
Академском совјетологијом после Другог светског рата и током Хладног рата доминирао је „тоталитарни модел“ Совјетског Савеза, наглашавајући апсолутну природу моћи Јосифа Стаљина. „Тоталитарни модел“ је 1950-их први изнео политиколог Карл Јоаким Фридрих, који је тврдио да су Совјетски Савез и друге комунистичке државе тоталитарни системи, са култом личности и скоро неограниченим моћима „великог вође“ као што је Стаљин.
„Ревизионистичка школа“ која је почела 1960-их била је фокусирана на релативно аутономне институције које би могле утицати на политику на вишем нивоу. Мет Леное описује „ревизионистичку школу“ као представљање оних који су „инсистирали на томе да је стара слика Совјетског Савеза као тоталитарне државе склоне светској доминацији била превише поједностављена или једноставно погрешна. Имали су тенденцију да се интересују за друштвену историју и да тврде да је руководство Комунистичке партије морало да се прилагоди друштвеним снагама.“ Ови историчари „ревизионистичке школе“, као што су Ј. Арч Гети и Лин Виола, оспорили су приступ „тоталитарног модела“ совјетској историји и били су најактивнији у совјетским архивима.
Да би проучавали односе између комунистичких братских држава, кремљолози су упоређивали изјаве које су дале одговарајуће националне комунистичке партије, тражећи пропусте и неслагања у поретку циљева. Описи државних посета у комунистичкој штампи су такође детаљно анализирани, као и степен гостопримства који је указано на достојанственике. Кремљологија је такође наглашавала ритуал, јер је приметила и приписала значење необичном одсуству изјаве о политици на одређену годишњицу или празник.
Термин Кремљологија се још увек користи у примени на проучавање процеса доношења одлука у политици Руске Федерације. У популарној култури, термин се понекад користи да означи сваки покушај разумевања тајне организације или процеса, као што су планови за предстојеће производе или догађаје, тумачењем индиректних трагова.
Док Совјетски Савез више не постоји, друге тајне државе и даље постоје, као што је Северна Кореја, за коју западни медији и даље користе приступе попут кремљологије. Такве студије се понекад називају Пјонгјангологија, по главном граду земље Пјонгјангу.